# Psychotria yapoensis
Psychotria yapoensis är en måreväxtart som först beskrevs av Raymond Albert Alfred Schnell, och fick sitt nu gällande namn av Bernard Verdcourt. Psychotria yapoensis ingår i släktet Psychotria och familjen måreväxter. Inga underarter finns listade i Catalogue of Life.